# U-993
Unterseeboot 993 foi um submarino alemão do Tipo VIIC, pertencente a Kriegsmarine que atuou durante a Segunda Guerra Mundial.

## Comandantes
| Comandante                 | Data                                        |
| -------------------------- | ------------------------------------------- |
| Oblt. Kurt Hilbig          | 19 de agosto de 1943 - agosto de 1944       |
| Oblt. Karl-Heinz Steinmetz | 17 de agosto de 1944 - 4 de outubro de 1944 |

## Subordinação
Durante o seu tempo de serviço, esteve subordinado às seguintes flotilhas:
| Período                                        | Flotilha                                  |
| ---------------------------------------------- | ----------------------------------------- |
| 19 de agosto de 1943 - 29 de fevereiro de 1944 | 5. Unterseebootsflottille (treinamento)   |
| 1 de março de 1944 - 4 de outubro de 1944      | 3. Unterseebootsflottille (serviço ativo) |